# 網野光三郎
網野 光三郎（あみの みつさぶろう、生年月日不詳、1999年7月没）は、日本の実業家。日本の元ヤクザ、元岡組幹部。広島県に本社を置くビルメンテナンス会社、合同産業の創業者。広島県出身。

## 来歴
岡組（岡敏夫組長）に入る。服部武、原田昭三、網野光三郎は「岡組三羽烏」と呼ばれた。網野光三郎が岡組に入ったのは服部武、原田昭三より少し遅かったが若頭に就任（網野光三郎が後述の不在の時期は近藤二郎が若頭を務めていた）。
昭和21年（1946年）11月18日深夜、村上組組長村上三次の実子、村上正明は自ら子分原田倉吉ら数名を連れて岡組の賭場・岡道場を急襲した。正明は、奥で就寝していた岡組組長・岡敏夫に馬乗りになり射殺すべく拳銃を発砲したが銃弾は奇跡的に岡の頭部をかすめたにとどまった。隣の部屋にいた当番の服部武が目覚めて正明に体当たりし、同じくボディーガードとして就寝中だった網野光三郎と原田昭三が拳銃で反撃して正明らは逃走した。その後、正明が広島に帰っていると耳にした原田昭三と網野光三郎は報復すべく同年12月3日夜、正明の隠れ家を急襲したところ、正明は不在であったが配下の原田倉吉に出会い、原田倉吉は原田昭三と網野光三郎に挑戦し、決闘することとなり、付近の大原神社（現在の広島市南区向洋大原町に所在）で原田倉吉は射殺された。懲役6年入所。
昭和24年（1949年）、団体等規正令公布。岡組と村上組に解散を命ぜられた。
昭和26年（1951年）、網野光三郎が出所（原田昭三も出所しており原田は昭和26年10月11日に村上組村戸春一を撃とうとしたが未遂に終わっている。）
昭和34年（1959年）3月、美能幸三が出所。その2年少々前に網野光三郎が出所している。
昭和36年（1961年）2月、原田昭三の放免祝いの席で、打越信夫と網野光三郎・原田昭三・美能幸三が兄・舎弟盃を交わした。また、顔の広い網野光三郎の奔走で美能幸三、服部武、原田昭三、永田重義らは各地のヤクザと兄弟分の盃を交わした。
昭和37年（1962年）、岡組・岡敏夫組長が引退し跡目に山村組組長山村辰雄を指名、岡組と山村組が合併して山村組（山村辰雄組長）となる。水面下で岡組・岡敏夫組長の使者を岡組網野光三郎が務め山村組美能幸三を通して山村組組長山村辰雄に伝えられ山村が快諾し成立したもの。
昭和37年（1962年）6月、打越信夫に、網野光三郎・服部武・原田昭三・美能幸三・永田重義・進藤敏明の6人が兄・舎弟盃を返上。
昭和37年（1962年）暮れ、山村組若頭に服部武が就任。
昭和38年（1963年）2月、打越信夫と、服部武・網野光三郎・原田昭三・美能幸三・永田重義・進藤敏明・小原光男（二代目小原組組長）の7人が兄・舎弟の盃を交わした。
昭和38年（1963年）4月に山村組が美能幸三を破門。ほぼ同時期に網野光三郎は山村組およびヤクザ界から自ら去り引退。永田重義（岡敏夫の義弟）も引退した。網野光三郎の若者は服部武に引き継がれ、服部組は強大な軍団に膨れ上がった。きっぱりヤクザ人生から足を洗ってカタギになった網野光三郎は、実の兄弟が基盤を作った清掃業を立ち上げ日本有数のビルメンテナンス総合会社へと成長させていく。

## 関連映画
以下の作品の登場するインテリヤクザ・松永弘は網野がモデルであるとされる。
- 深作欣二監督『仁義なき戦い 広島死闘篇』（1973年4月、東映） - 松永弘（演者：成田三樹夫）
- 深作欣二監督『仁義なき戦い 代理戦争』（1974年9月、東映） - 松永弘（演者：成田三樹夫）